# László Sólyom
László Sólyom (Pécs, 3 gennaio 1942 – Budapest, 8 ottobre 2023) è stato un politico ungherese.
Fu il Presidente della Repubblica Ungherese dal 5 agosto 2005 al 5 agosto 2010.

## Biografia
Sólyom si laureò in legge all'Università di Pécs nel 1965, nello stesso anno acquisì anche la qualifica di bibliotecario presso la Biblioteca Nazionale Széchényi di Budapest. Tra il 1966 e il 1969 insegnò alla facoltà di giurisprudenza dell'Università Friedrich Schiller di Jena, in Germania.
Tornato in patria lavorò come professore in varie università e istituti di legge della capitale: all'Università Loránd Eötvös dal 1983, all'Università Cattolica Péter Pázmány dal 1996, e all'Università tedesca Gyula Andrássy di Budapest dal 2002.
La sua carriera politica cominciò come consulente legale per organizzazioni civili e ambientali alla fine degli anni 1980. Come fondatore del Circolo Danubio ebbe anche un ruolo significativo in tematiche di salvaguardia ambientale come l'opposizione alla realizzazione delle dighe di Gabčíkovo-Nagymaros che, secondo il Circolo Danubio, avrebbero danneggiato l'habitat della parte settentrionale del bacino del Danubio.
Fu uno dei fondatori del Forum Democratico Ungherese (MDF) nel 1987, e rappresentò il partito nei negoziati della Tavolo Rotonda con l'Opposizione che svolsero un ruolo importante nella transizione dell'Ungheria verso una democrazia parlamentare. Nel 1989, per un breve tempo fu membro del comitato esecutivo dell'MDF.
Sòlyom lasciò il partito alla fine dello stesso anno e fu eletto nella Corte Costituzionale dell'Ungheria. Sei mesi più tardi divenne presidente della Corte e mantenne la carica sino al 1998. In questo periodo la Corte Costituzionale svolse un ruolo importante nel definire le basi della democrazia ungherese e nel suo raffrzamento. Nel ruolo di presidente Sòlyom contribuì all'abolizione della pena di morte, alla protezione dei diritti di informazione, della libertà di parola e di espressione, come la protezione costituzionale delle unioni civili fra omosessuali.
Al termine del mandato di 9 anni proseguì la carriera accademica e nel 2000 fondò Védegylet, un'organizzazione non governativa che si occupa di salvaguardia dell'ambiente e diritti civili. Nel 2001 divenne membro dell'Accademia ungherese delle scienze.

### Elezione a Presidente della Repubblica
Nel 2005 l'organizzazione Védegylet e varie figure pubbliche di rilievo sia di destra che di sinistra iniziarono a nominarlo come possibile candidato alla Presidenza della Repubblica.
All'elezione all'Assemblea nazionale Sòlyom aveva l'appoggio dei partiti di opposizione, Fidesz e MDF. Katalin Szili, la candidata presentata dal Partito Socialista Ungherese non era però gradita all'SZDSZ, partito più piccolo che formava la coalizione al governo con i socialisti. Con l'astensione dell'SZDSZ Sólyom ebbe la maggioranza dei voti e venne eletto Presidente il 7 giugno 2005; si insediò il 5 agosto dello stesso anno. Rimase in carica fino al 5 agosto 2010, gli subentrò Pál Schmitt.